# Muturinsaari
Muturinsaari är en ö i Finland. Den ligger i sjön Iso-Roine och i kommunen Tavastehus i den ekonomiska regionen  Tavastehus ekonomiska region  och landskapet Egentliga Tavastland, i den södra delen av landet, 120 km norr om huvudstaden Helsingfors. Öns area är 0,7 hektar och dess största längd är 150 meter i nord-sydlig riktning.